# Pteris pulchra
Pteris pulchra är en kantbräkenväxtart som beskrevs av Diederich Franz Leonhard von Schlechtendal och Cham. Pteris pulchra ingår i släktet Pteris och familjen Pteridaceae. Inga underarter finns listade.